# Cis cornutus
Cis cornutus is een keversoort uit de familie houtzwamkevers (Ciidae). De wetenschappelijke naam van de soort werd in 1910 gepubliceerd door Willis Stanley Blatchley.